# Гумбатов, Фархад Гамбар оглы
Фархад Гамбар оглы Гумбатов (азерб. Fərhad Qəmbər oğlu Hümbətov; 10.09.1968 — 29.03.1992) — азербайджанский доброволец, участник Карабахской войны. Национальный герой Азербайджана.

## Биография
Фархад Гумбатов родился 10 сентября 1968 года в селе Арчут Гукаркского района Армянской ССР. В 1983 году окончил восемь классов средней школы в своем селе и поступил в профессионально-техническое училище по специальности водителеля-механика. В 1986 году был призван в Советскую армию. Службу проходил сначала в Чите, а затем в Монголии. В 1988 году семья Фархада Гумбатова беженцами приехала в Баку. Здесь он работал водителем в ЖЭКе.

### Первая карабахская война
С октября 1991 года Фархад Гумбатов добровольцем участвует в Первой карабахской войне. В составе батальона Шых Фархад Гумбатов сражался в боях в направлении населённых пунктов Шуша, Косалар и Степанакерт (ныне Ханкенди). 29 марта 1992 года Фархад Гумбатов погиб в ходе военной операции близ села Косалар.

## Память
Указом президента Азербайджанской Республики № 833 от 7 июня 1992 года Фархаду Гамбар оглы Гумбатову было присвоено звание Национального героя Азербайджана (посмертно).
Именем Фархада Гамбар оглы Гумбатова назван парк в Бинагадинском районе города Баку. В парке установлен бюст Гумбатова.